# Station Uherce
Station Uherce is een spoorwegstation in de Poolse plaats Uherce Mineralne.